# The Last Stop
The Last Stop är en kanadensisk thrillerfilm från 2000, regisserad av Mark Malone, manus av Bart Sumner.

## Handling
En grupp helt olika människor blir insnöade i Klippiga bergen. Ingen kan nu komma in i staden och ingen kan komma ut ur den. När en person blir mördad så antas det att det är någon ibland dem som har mördat denne.

## Om filmen
Filmen är inspelad i Vancouver i Kanada och hade världspremiär i USA den 16 maj 2000.

## Rollista
| Adam Beach          | – Jason  |
| Jürgen Prochnow     | – Fritz  |
| Rose McGowan        | – Nancy  |
| Callum Keith Rennie | – Jake   |
| Winston Rekert      | – Carl   |
| P. Lynn Johnson     | – Maggie |
| William S. Taylor   | – Tim    |
| Peter Flemming      | – Roy    |
| Amy Adamson         | – Jodie  |
| Damon Johnson       | – Leslie |